# Corchorus mitchellensis
Corchorus mitchellensis är en malvaväxtart som beskrevs av David A. Halford. Corchorus mitchellensis ingår i släktet Corchorus och familjen malvaväxter. Inga underarter finns listade i Catalogue of Life.